# Sollevamento pesi ai Giochi della XVII Olimpiade - Pesi massimi
La competizione della categoria pesi massimi (oltre 90 kg) di sollevamento pesi ai Giochi della XVII Olimpiade si è svolta il giorno 10 settembre 1960  al Palazzetto dello Sport di Roma.

## Regolamento
La classifica era ottenuta con la somma delle migliori alzate delle seguenti 3 prove:
- Distensione lenta
- Strappo
- Slancio

Su ogni prova ogni concorrente aveva diritto a tre alzate.

## Risultati
| Pos. | Atleta                  | Nazione          | Peso Atleta | Totale | Distensione lenta | Distensione lenta | Distensione lenta | Strappo | Strappo | Strappo | Slancio | Slancio | Slancio |
| Pos. | Atleta                  | Nazione          | Peso Atleta | Totale | 1                 | 2                 | 3                 | 1       | 2       | 3       | 1       | 2       | 3       |
| ---- | ----------------------- | ---------------- | ----------- | ------ | ----------------- | ----------------- | ----------------- | ------- | ------- | ------- | ------- | ------- | ------- |
| 1    | Jurij Vlasov            | Unione Sovietica | 123,3       | 537,5  | 170,0             | 180,0             | 185,0             | 145,0   | 150,0   | 155,0   | 185,0   | 195,0   | 202,5   |
| 2    | James Bradford          | Stati Uniti      | 122,5       | 512,5  | 170,0             | 175,0             | 180,0             | 140,0   | 145,0   | 150,0   | 177,5   | 177,5   | 182,5   |
| 3    | Norbert Schemansky      | Stati Uniti      | 108,7       | 500,0  | 160,0             | 167,5             | 170,0             | 140,0   | 145,0   | 150,0   | 180,0   | 192,5   | 192,5   |
| 4    | Mohamed Mahmoud Ibrahim | Rep. Araba Unita | n/d         | 455,0  | 140,0             | 145,0             | 145,0             | 130,0   | 135,0   | 137,5   | 170,0   | 170,0   | 177,5   |
| 5    | Eino Mäkinen            | Finlandia        | 112,0       | 455,0  | 132,5             | 137,5             | 140,0             | 135,0   | 140,0   | 142,5   | 167,5   | 172,5   | 172,5   |
| 6    | Dave Baillie            | Canada           | 125,0       | 450,0  | 147,5             | 155,0             | 155,0             | 122,5   | 130,0   | 132,5   | 162,5   | 170,0   | 170,0   |
| 7    | Alberto Pigaiani        | Italia           | 140,0       | 450,0  | 147,5             | 152,5             | 155,0             | 127,5   | 127,5   | 132,5   | 170,0   | -       | -       |
| 8    | Václav Syrový           | Cecoslovacchia   | 136,0       | 445,0  | 140,0             | 145,0             | 150,0             | 122,5   | 127,5   | 130,0   | 160,0   | 167,5   | 172,5   |
| 9    | Arthur Shannos          | Australia        | 117,3       | 435,0  | 137,5             | 137,5             | 137,5             | 125,0   | 125,0   | 132,5   | 172,5   | 177,5   | 177,5   |
| 10   | Hadi Abdul Jabbar       | Iraq             | 115,0       | 432,5  | 132,5             | 147,5             | 147,5             | 120,0   | 125,0   | 127,5   | 160,0   | 165,0   | -       |
| 11   | Cornel Wilczek          | Australia        | 117,3       | 430,0  | 137,5             | 145,0             | 145,0             | 127,5   | 135,0   | 135,0   | 165,0   | 165,0   | 170,0   |
| 12   | Werner Arnold           | Germania         | 115,0       | 425,0  | 135,0             | 140,0             | 140,0             | 125,0   | 130,0   | 130,0   | 165,0   | 170,0   | 170,0   |
| 13   | Don Oliver              | Nuova Zelanda    | 124,0       | 425,0  | 132,5             | 140,0             | 140,0             | 122,5   | 127,5   | 127,5   | 170,0   | 177,5   | 177,5   |
| 14   | William Swaluk          | Canada           | 107,3       | 412,5  | 135,0             | 142,5             | 142,5             | 112,5   | 117,5   | 122,5   | 160,0   | 170,0   | 170,0   |
| 15   | Dennis Hillman          | Gran Bretagna    | 127,0       | 402,5  | 132,5             | 140,0             | 140,0             | 110,0   | 115,0   | 115,0   | 145,0   | 155,0   | 160,0   |
| 16   | Henri Mersch            | Lussemburgo      | 114,0       | 340,0  | 117,5             | 117,5             | 120,0             | 95,0    | 95,0    | 95,0    | 127,5   | 132,5   | -       |
| -    | Ivan Veselinov          | Bulgaria         | n/d         | 270,0  | 140,0             | 140,0             | 145,0             | 130,0   | 135,0   | 135,0   | 175,0   | 175,0   | 180,0   |
| -    | Bèto Adriana            | Antille Olandesi | 120,0       | 155,0  | 140,0             | 150,0             | 155,0             | -       | -       | -       | 160,0   | 160,0   | 160,0   |